# Philippine
Philippine (en español, Filipina) es una localidad del municipio de Terneuzen, en la provincia de Zelanda (Países Bajos). Está situada cerca de la frontera con Bélgica, unos 23 km al sureste de Flesinga y unos 5 km al suroeste de la capital municipal.

## Historia
Fundada en 1505 por el noble Hieronymus Lauweryn en honor al rey Felipe I de Castilla, recibió fuero en 1506. Durante la guerra de los Ochenta Años, fue fortificada por orden de Alejandro Farnesio en 1583, construyéndose un pequeño puerto en 1599. Fue tomada por las Provincias Unidas de los Países Bajos el 11 de septiembre de 1633. Constituyó un municipio propio hasta 1970, cuando se fusionó con Sas van Gent. En 2001 contaba con 1.970 habitantes.